# Mélypatak
Mélypatak (Valea Cufundoasă), település Romániában, a Partiumban, Máramaros megyében.

## Fekvése
Máramarossziget mellett fekvő település.

## Története
Mélypatak (Valea Cufundoasă) korábban Máramarossziget része volt. 1956-ban mint várost alkotó település szerepelt.
1910-ben 380 lakosából 341 román, 27 magyar, 12 ukrán volt.
1966-ban 521 lakosa volt, ebből 502 román, 16 magyar, 3 ukrán volt.
A 2002-es népszámláláskor 622 lakosa volt, melyből 616 román, 6 magyar volt.